# انریکه هرناندز جونیور
انریکه هرناندز جونیور (انگلیسی: Enrique Hernandez, Jr.) (زاده ۱۹۵۵) کارآفرین، اقتصاددان و مدیر ارشد اجرایی آمریکایی است، که در حال حاضر به‌عنوان رئیس هیئت مدیره شرکت نورداستروم و مک‌دونالد فعالیت می‌کند. وی سابقه مدیریت در شرکت‌های ولز فارگو و مک‌دونالد را در کارنامه خود دارا می‌باشد.